# سیاست اختیاری
در اقتصاد کلان، سیاست اختیاری یک سیاست اقتصادی است که براساس قضاوت موقت سیاستگذاران بر خلاف سیاست تعیین شده توسط قوانین از پیش تعیین شده‌است. به عنوان مثال، بانکدار مرکزی می‌تواند به جای اجازه دادن به یک قانون تعیین شده، مانند قاعده k- درصدی فریدمن، یک هدف تورم پیرو قانون تیلور، یا یک هدف درآمدی اسمی برای تعیین نرخ بهره یا عرضه پول، به صورت موردی تصمیم بگیرد. در عمل، بیشتر اقدامات سیاسی از نظر ماهیت اختیاری هستند.
"سیاست اختیاری" می‌تواند به تصمیم‌گیری هم در سیاست پولی و هم در سیاست مالی بازگردد. سیاست تعهد نقطه مقابل آن است.